# なぜ僕の世界を誰も覚えていないのか?
『なぜ僕の世界を誰も覚えていないのか？』（なぜぼくのせかいをだれもおぼえていないのか）は、細音啓による日本のライトノベル。イラストはnecoが担当している。MF文庫J（KADOKAWA）より2017年7月から2020年8月まで刊行された。略称は「なぜ僕」。2023年7月時点で電子込みの累計発行部数は70万部を記録している。
メディアミックスとして、月刊コミックアライブでのコミカライズ、RPGアツマールでのゲーム化が決定した。2018年4月号よりコミカライズの連載が、2018年10月25日よりゲームが公開された。

## あらすじ
地上の覇権を争う五種族の大戦が、英雄シド率いる人類の勝利に終わってから100年後。人類庇護庁に所属するカイは、ある日目の前で世界が「上書き」される場面を目撃する。書き換えられた世界は英雄シドの不在により人類が五種族大戦に敗れた世界だった。
「上書き」された世界（別史）で、「上書き」される前の世界（正史）での同僚に出会ったカイは、そこで自身が全ての人間から忘れられた存在になっていることを知る。
別史に存在するはずのない「墓所」で神秘の少女リンネと出会ったカイは、この書き換えられた運命を打ち破ることを決意し、英雄のいない世界で、英雄の剣と武技を継承し、地上に君臨する強大な敵種族に戦いを挑む。

## 登場人物
声の項はテレビアニメ版の声優。

### 主要人物
カイ・サクラ＝ヴェント[Kai]
声 - 千葉翔也
本作の主人公。人類庇護庁に所属する兵士であり、サキやアシュランとともに墓所の監視を行う任務に就いていた。
十年前の幼少期に墓所の内部に落下したことがある。そのときに内部に封印されていた悪魔の驚異を目の当たりにしたため、いつか他種族が封印を破って外に出たときに備え、鍛錬を怠らなかった。
目の前で世界が書き換えられることを目撃し、コードホルダーを手に正しい歴史を取り戻すために奔走する。やがてシドの本当の願いや各種族の英雄たちの本来の姿や想い、世界輪廻の真実を知り、その末に彼が掴んだのは正史でも別史でもない第三の世界であった。大戦はすべての種族が引き分けで終わり、各々の種族が互いの領土を侵略しないという契約を締結。世界種を含むあらゆる種族が共存する新世界へと辿り着いた。正史も別史も新しい世界もその全てを記憶するカイは、それを見届けた後リンネを探して旅に出る。そして世界の中心にある原初の森の泉に辿り着き、彼を待っていたアスラソラカに導かれてリンネと再会した。
世界と全ての種族を救った真の英雄だが、新しい世界でカイの偉業は歴史には刻まれておらず誰も覚えていない（実際には英雄や関わりの深い人物は徐々に記憶が戻ってきている）。そうして「なぜ僕の世界を誰も覚えていないのか?」とタイトルを回収して、リンネが私が覚えていないわけないでしょう？と返して物語は終わる。
リンネ[Rinne]
声 - 市ノ瀬加那
正史のリンネ。別史に存在するはずのない墓所の内部で囚われていた少女。
様々な種族の特徴を合わせ持ち、天魔と呼ばれる。真相は世界種と呼ばれる世界から拒絶された種族。その中でも最後に生まれた個体。助けてくれたカイに好意を寄せていて、カイと同じく正史の記憶を持っている。
黒いリンネ
別史だから辿り着いた世界種の果て。黒一色に染まった別史のリンネ。世界輪廻を発動した本当の黒幕であり世界意思（セカイリンネ）。数多の切除器官とは姿が異なるが、黒リンネもまた切除器官であり、世界種の英雄でもある。世界種を拒絶したすべての種族を憎んでいる。世界輪廻とは、世界種の望みだとして、すべての命が生まれた瞬間に消滅する自己消滅を強制させられる世界を作り出すもので、大始祖アスラソラカを倒して全てが終わったと思った直後に世界を丸ごと上書きした。その世界の名は秘奥領域「無垢無有愛の原風景」であり、何の命も存在せず静寂に包まれた無意味な世界でカイとの最後の戦いに臨んだ。
ジャンヌ・E・アニス[Jeanne]
声 - 白石晴香
正史でのカイの幼なじみ。カイの隣の家に住んでいた。王都への出向が決まるほどのエリートであるが子供らしい一面もあり、カイと仲が良かった。
女性だが別史では男装をして性別を偽っている。「霊光の騎士」と呼ばれる人類の希望であり、ウルザ人類反旗軍の指導者。リンネは最初ジャンヌの「ヌ」が上手く発音できなかったためにジャンニャと呼ぶようになり、以降ずっと彼女からはそう呼ばれている。
レーレーン・レイル・レーチェリエル[Reiren]
声 - 菱川花菜
エルフ族の巫女。
豹変したアルフレイヤにエルフ族の大長老が囚われたことからカイたちと共闘。戦いが終わって休戦協定が結ばれた後、大長老よりアルフレイヤの身に起きたことを探るため蛮神族を代表してカイたちに同行することを命じられる。その後は幾度も蛮神族の技術と法力で窮地を切り抜ける一助となる。
旅を続けるうちに次第にカイに惹かれていき、リンネとカイを巡ってしょっちゅう喧嘩するようになった。

### 人類
アシュラン・ハイロール
声 - 山下誠一郎
正史でのカイの同僚で、長身の青年。
別史ではウルザ人類反旗軍の傭兵をしている。
サキ・ミスコッティ
声 - 鈴代紗弓
正史でのカイの同僚で、オレンジ色の髪の少女。
別史ではウルザ人類反旗軍の傭兵をしている。
花琳・リナ・ユビキタス（ふぁりん・リナ・ユビキタス）
声 - Lynn
ジャンヌの護衛。
並外れた強さを誇るウルザ連邦最強の戦士。ツェフヴェンとは師弟関係にある。
ダンテ・ゲルフ・アリギエーリ
声 - 福島潤
イオ人類反旗軍の指導者。
かつてのイオ連邦王家の血を引くことから、自らを指揮官ではなく皇帝と自称している。プライドが無駄に高く、ジャンヌとの共闘を受け入れなかった。ただ状況を見る目は確かなもので、小さな自尊心にさえ振り回されなければ人を導く資質は十分だとジャンヌは見ていた。
ツェフヴェン・ヴァッケン・ハイ
声 - 内田直哉
イオ人類反旗軍の参謀総長。ダンテの部下。花琳とは師弟関係にある。
バルムンク[Balmung]
声 - 安元洋貴
ユールン人類反旗軍の指揮官。獅子王と呼ばれる強者。獅子を思わせる金色の髪とあごヒゲを蓄えた大男。
別史の状況だからこそ台頭してきた人物で、正史ではカイはその名を知らなかった。六元鏡光と戦った後に彼女に気に入られ、付きまとわれるようになる。当初は邪険にしていたが次第に絆されていった。
ミンストラウム・シュルテン・ビスケッティ
シュルツ人類反旗軍の指揮官。15歳の小柄な体格の少女。
元々は父親が指揮官をしていたが、父親が幻獣族との戦いで負傷したため、その後継として指揮官になった。
テレジア・シド・フェイク[Theresia Sid Fake]
預言神のひとりである運命竜ミスカルシェロに導かれし少女。この世界のシドのひとり。「人間兵器」と呼ばれる。
人間でありながら強力な法術を扱える奇蹟の少女。
アーカイン・シド・コラテラル[Archine Sid Collateral]
預言神のひとりである光帝イフに導かれし男。この世界のシドのひとり。「荒野の傭兵王」と呼ばれる。
預言者シド（よげんしゃシド）[Sid]
声 - 堀内賢雄
100年前に起こった五種族大戦を終わらせた人類の英雄。
カイの時代ではシドが使ったといわれる「光を放つ剣」や戦いの記録が残っていないことから、実在が疑われている。すべての種族の共存を果たし、世界種を救いたかったのが彼の本当の願い。女神アスラソラカによって授けられたコードホルダーを手に戦うが、彼女に欺かれ歪んだかたちで大戦を終わらせてしまい、世界輪廻を引き起こすきっかけを整えてしまった。

### 悪魔族
「冥帝」ヴァネッサ（めいていヴァネッサ）[Vanessa]
声 - 日笠陽子
悪魔族の英雄。サキュバスでありながら誰よりも好戦的で、強大な法術を操る。どういう理由かは不明だが、正史では実はシドと協力関係にあったらしく、別史の彼女が死の直前に正史の記憶を取り戻し、彼からコードホルダーを預かって墓所で守っていた事が語られた。
ハインマリル[Hinemarill]
声 - 富田美憂
英雄級の悪魔族。悪魔族ではヴァネッサに次ぐ実力を持つサキュバス。ヴァネッサの亡き後、悪魔族の代表としてカイとリンネの前に現れ、彼女の提案により人間と悪魔族の間に休戦条約を締結した。別史でサキの事を非常に気に入っていたが、新世界になってもそれは変わらず、調印式で出会った際に一目で気に入りお持ち帰りしようとした。

### 蛮神族
「主天」アルフレイヤ（しゅてんアルフレイヤ）
声 - 前野智昭
蛮神族の英雄。幾重もの結界を自身に施しており、強力な加護をまとっている。通称「不沈の天使」。カイ達が出会ったときにはすでにラスタライザによって狂わされており、死の間際に正気に返ってシドに託された言葉をカイへと伝えた。
一度は死んだと思われていたが、ラスタライザによって本物は墓所の奥から通じる異界に石化されて隔離されており、カイ達が戦ったのはラスタライザによって作り出された化身だったことが後に判明。救い出された本当のアルフレイヤは、公明正大で他種族を差別しない大きな器の持ち主で、世界を救うためにカイ達に協力して戦った。
「能天」ヴィシャス（のうてんヴィシャス）
声 - 藤井ゆきよ
英雄級の天使族。アルフレイヤの忠実な護衛である。通称「知恵の天使」。天使宮殿の戦いでは花琳、アシュラン、サキに足止めされ、彼らを試すように全力で戦いを挑んだ末に降伏した。主君であるアルフレイヤに違和感を覚えており、彼の亡き後、天使族の１人として、ラファエロと共に不可侵条約に立ち合い、見届けた。
「力天」ラファエロ（りきてんラファエロ）
声 - 山本格
英雄級の天使族。アルフレイヤの忠実な護衛である。通称「怪力の天使」。天使宮殿の戦いではリンネに足止めされ、彼女を試すように全力で戦いを挑んだ末に降伏した。主君であるアルフレイヤに違和感を覚えており、彼の亡き後、天使族の代表として、ヴィシャスと共に不可侵条約に立ち合い、見届けた。
大長老
声 - 久川綾
エルフ族の長。レーレーンと共に天使宮殿へ赴くが逆に豹変されたアルフレイヤに捕らえられ蛮神族への見せしめに公開処刑をされる直前でカイやリンネ達に救出された。その後は人間と蛮神族の間に不可侵条約を締結した。
キュビレイ
声 - 茅野愛衣
エルフ族の１人で大長老の片腕である。イオ人類反旗軍の最高指導者ダンテの補佐官として、情報収集活動している。

### 聖霊族
「霊元首」六元鏡光（れいげんしゅ・りくげんきょうこ）[Rikugen Kyoko]
声 - 金元寿子
聖霊族の英雄。スライム状の肉体を持ち、人間の少女大の大きさからビル一つ呑み込む程の大きさまで肉体を変えられる。
正史では人間の言葉を発した記録はなかったが、別史では人との会話が可能などころか様々な事をあっという間に理解できる程の高度な知能を有しており、後に「世界の賢者」と称される存在となる。
ラスタライザに捕らわれていない唯一の英雄で、正史の記憶も断片的ながら所持している。幻獣族に対抗するため人類反旗軍と共闘する。バルムンクと出会った後に彼の事をいたく気に入り、しょっちゅう纏わりつくようになる。
世界が新生したあといち早く別史の記憶を取り戻した鏡光は、領土契約の場でまだ何も思い出していないバルムンクを前に、婚姻届けも兼ねた契約書にしれっと署名をさせ、騙し討ちのような形で夫婦となった。

### 幻獣族
「牙皇」ラースイーエ（がおうラースイーエ）[Rath=IE]
声 - 小林ゆう
幻獣族の英雄。マンティコアの突然変異体であり、筋肉肥大や超回復力を備えた「進化しすぎた個体」。ヴァネッサが死の直前に語った、世界輪廻を引き起こしたとされる英雄だったが、真実は異なっていた。

### その他
切除器官（ラスタライザ）
声 - 夏吉ゆうこ、貫井柚佳、芳野由奈
「墓所」で眠っていたリンネを救出したあと、突如として現れた異形。幾度となくカイたちの前に現れその命を狙う。英雄さえも容易に打倒し操る圧倒的な力を持つ。その正体は世界種が世界を憎んだ末に変貌した姿だった。
アスラソラカ
声 - 川澄綾子
大始祖と呼ばれる世界種の女。予言の女神としてシドにコードホルダーと神託を与え、世界輪廻を引き起こす場を整えた。自分たちを拒絶した世界を憎んでいたが、心の奥底では救われたいとも願っていた。

## 用語
五種族大戦
悪魔族、蛮神族、聖霊族、幻獣族、人類の5つの種族が争っていた時代の総称、もしくはその争い自体を指す。
正史では100年前に預言者シドの活躍によって人類が勝利したが、別史では大戦が続いている。
未解析神造遺跡（メガリス）
誰が作ったか不明な建造物で、正史にも存在した。
別史にあった未解析神造遺跡の一つ、オルビア・ソラカ大聖堂には、オルビア予言神とも祈神とも呼ばれる「アスラソラカ」の石像があり、世界座標の鍵を自分が作り出した事を明かす。またカイ達に世界輪廻の説明とこの別史が偽りであることを告げ、存在が消されてしまった預言者シドに代わりジャンヌを別史における預言者として指名した。
墓所
五種族大戦に勝利した人類が他の四種族を封印した建造物。人類が作ったものではなく、太古から存在する未解析神造遺跡でもある。
黒いピラミッドのような見た目をしており、正史では人類庇護庁が定期的に巡回している。別史にも存在しており、リンネが封印されていたり別史の世界座標の鍵が安置されていたりした。
人類庇護庁
正史にのみ存在する。
五種族対戦に勝利した人類が、有事を想定して設立した対他種族機関。他種族の封印が解かれたときに備え、兵器の開発や道路、鉄道などのインフラ構築を世界各国に代わって請け負っている。
兵役制度があり、誰もが人類庇護庁の兵士として、2年間訓練に参加することが定められている。
人類反旗軍（レジスト）
別史にのみ存在する。
他種族の支配に抵抗する人類の組織。世界各地に存在するが、それぞれが連邦ごとに分断されており、横の連携はあまり取れていない。
世界座標の鍵（コードホルダー）
預言者シドの伝説にある「光を放つ剣」。
カイが別史の悪魔族の墓所で手に入れたが、子供の頃に正史の悪魔族の墓所でも見つけている。

## 漫画版
『月刊コミックアライブ』2018年4月号より連載。作画はありかん。
「ComicWalker」「ニコニコ静画」にも掲載している。

## 既刊一覧

### 小説
細音啓（著）・neco（イラスト） 、KADOKAWA〈MF文庫J〉、全9巻
| 巻数 | 巻数                                           | 発売日         | ISBN              |
| ---- | ---------------------------------------------- | -------------- | ----------------- |
| 1    | なぜ僕の世界を誰も覚えていないのか？ 運命の剣  | 2017年7月25日  | 978-4-04-069351-4 |
| 2    | なぜ僕の世界を誰も覚えていないのか？2 堕天の翼 | 2017年10月25日 | 978-4-04-069509-9 |
| 3    | なぜ僕の世界を誰も覚えていないのか？3 神々の道 | 2018年2月24日  | 978-4-04-069739-0 |
| 4    | なぜ僕の世界を誰も覚えていないのか？4 神罰の獣 | 2018年6月25日  | 978-4-04-069955-4 |
| 5    | なぜ僕の世界を誰も覚えていないのか？5 鋼の墓所 | 2018年10月25日 | 978-4-04-065239-9 |
| 6    | なぜ僕の世界を誰も覚えていないのか？6 天魔の夢 | 2019年2月25日  | 978-4-04-065530-7 |
| 7    | なぜ僕の世界を誰も覚えていないのか？7 禍の使徒 | 2019年8月24日  | 978-4-04-065799-8 |
| 8    | なぜ僕の世界を誰も覚えていないのか？8 久遠の魂 | 2020年2月25日  | 978-4-04-064446-2 |
| 9    | なぜ僕の世界を誰も覚えていないのか？9 君の世界 | 2020年8月25日  | 978-4-04-064876-7 |

### 漫画
細音啓（原作）・neco（キャラクター原案）・ありかん（作画） 『なぜ僕の世界を誰も覚えていないのか？』 KADOKAWA〈MF文庫J〉、既刊13巻（2025年4月23日現在）
| 巻数 | 初版第一刷発行日 | 発売日         | ISBN              |
| ---- | ---------------- | -------------- | ----------------- |
| 1    | 2018年6月23日    | 2018年6月23日  | 978-4-04-069991-2 |
| 2    | 2018年11月21日   | 2018年11月21日 | 978-4-04-065324-2 |
| 3    | 2019年5月23日    | 2019年5月23日  | 978-4-04-065657-1 |
| 4    | 2019年11月22日   | 2019年11月22日 | 978-4-04-064090-7 |
| 5    | 2020年3月23日    | 2020年3月23日  | 978-4-04-064527-8 |
| 6    |                  | 2020年10月23日 | 978-4-04-064889-7 |
| 7    |                  | 2021年4月23日  | 978-4-04-680406-8 |
| 8    |                  | 2021年10月21日 | 978-4-04-680797-7 |
| 9    |                  | 2023年2月21日  | 978-4-04-681314-5 |
| 10   |                  | 2023年9月22日  | 978-4-04-682746-3 |
| 11   |                  | 2024年4月23日  | 978-4-04-683457-7 |
| 12   |                  | 2024年9月21日  | 978-4-04-684101-8 |
| 13   |                  | 2025年4月23日  | 978-4-04-684688-4 |

## 無料ゲーム
2018年10月25日より、RPGアツマールで無料ブラウザゲームが公開がされた。ジャンルはクリッカー＆オートバトルRPG。制作はたつとり、シナリオはmt.saji。他、複数の協力スタッフ。フルボイスではないが一部音声があり、カイ役を櫻井俊吾、リンネ役を鈴山未彩、ジャンヌ役を飯島由伽理が担当した。

## テレビアニメ
2023年7月にテレビアニメ化が決定し、2024年7月から9月までTOKYO MXほかにて放送された。

### スタッフ
- 原作 - 細音啓[5]
- キャラクター原案 - neco[5]、ありかん
- 監督 - 南川達馬[5]
- シリーズ構成・脚本 - 杉澤悟[5]
- キャラクターデザイン - 加藤裕美[5]
- サブキャラクターデザイン - 宮澤努
- モンスターデザイン - 飯島弘也
- プロップデザイン - 田中比呂人
- 美術監督 - 宮本実生
- 色彩設計 - 鈴木ようこ
- 3D監督 - 濱村敏郎
- 撮影監督 - 杉山大樹
- 編集 - 仙土真希
- 音響監督 - 明田川仁[6]
- 音響制作 - マジックカプセル[6]
- 音楽 - Akiyoshi Yasuda[33]
- 音楽制作 - ファブトーン[6]
- 音楽プロデューサー - 寿福知之
- プロデュース - 轟豊太、ドリームシフト[6]
- プロデューサー - 川浪彩奈、真鍋義朗、伊藤すみれ、曹聡、草野恭平、松井優子、松村尚、山岡実菜、新倉俊哉、小澤文啓、兼田健一郎、中道圭吾
- アニメーションプロデューサー - 糀谷智司
- アニメーション制作 - project No.9[5]
- 製作 - 「なぜ僕」製作委員会[5]

### 主題歌
「世界輪廻」
Unlucky Morpheusによるオープニングテーマ。
「途切れないで」
好芻によるエンディングテーマ。
「愛、アムネシア」
アーバンギャルドによるエンディングテーマ。
「UMBRA」
ELFENSJóNによるエンディングテーマ。

### 各話リスト
| 話数   | サブタイトル                   | 絵コンテ | 演出                  | 作画監督 | 総作画監督               | 初放送日       |
| ------ | ------------------------------ | -------- | --------------------- | --- | ------------------------ | -------------- |
| 第1話  | 世界から忘れられた少年         | 南川達馬 | project No.9          | 宮崎努 都竹隆治 拾月動画                                                                                                | 加藤裕美                 | 2024年 7月13日 |
| 第2話  | リンネ                         | 宮澤努   | 吉村朝陽              | 拾月動画 暁・火鳥動画制作集団 one ghost studio スタジオグラム Studio EverGreen 24FPS Pictures ZhengZhou                 | -                        | 7月20日        |
| 第3話  | 悪魔の英雄                     | 宮澤努   | 霜鳥孝介              | 宮崎努 都竹隆治 秦詩雨 孫恆睿 韓卉 彭麗穎 one ghost studio 拾月動画                                                     | -                        | 7月27日        |
| 第4話  | そして世界を記憶する           | 頂真司   | project No.9          | ワン・オーダー グレーン スタジオグラム Studio EverGreen セブンシーズ ラプラス・アニメーション 周 魏丽娟 左东秀          | 宮澤努 藤澤俊幸          | 8月3日         |
| 第5話  | 世界の東へ                     | 藤澤俊幸 | project No.9          | ワン・オーダー Triple A 拾月動画 育松アニメーション製作会社 スタジオグラム Studio EverGreen 徐晨寅 梁家園 范冬冬 王晓明 | -                        | 8月10日        |
| 第6話  | エルフの森                     | 齋藤徳明 | 清水翔吾 project No.9 | 時雨 星山企画 晴れやか 内堀雅人                                                                                         | 宮澤努 松本謙一          | 8月17日        |
| 第7話  | 心無い天使                     | 齋藤徳明 | project No.9          | 李世種 所沢映画 知萌メディア 拾月動画 ラプラス・アニメーション 育松アニメーション製作会社 合肥板絵動画                  | 藤澤俊幸 宮澤努          | 8月24日        |
| 第8話  | 天界の煉獄                     | 齋藤徳明 | project No.9          | 拾月動画 one ghost studio スタジオグラム 葉子林 廖菲 胡雲涛 赵煜恵 楊振宇 安孝貞                                        | 宮澤努                   | 8月31日        |
| 第9話  | 世界の中心                     | 藤澤俊幸 | project No.9          | 無錫極速蝸牛動畫 ワン・オーダー 板絵動画 神龍                                                                           | 藤澤俊幸                 | 9月7日         |
| 第10話 | この世界の預言者               | 齋藤徳明 | project No.9          | 日影工房 one ghost studio                                                                                               | 宮澤努                   | 9月14日        |
| 第11話 | 運命の眠るところ               | 藤澤俊幸 | project No.9          | 拾月動画 one ghost studio Revival 王冬燁 任旭昇 賀蘭天 Studio EverGreen 葉雲 周敦桃 葉子林 廖菲 胡雲涛 赵煜恵 楊振宇    | 宮澤努                   | 9月21日        |
| 第12話 | 無限にまわる世界輪廻を砕くもの | 宮澤努   | project No.9          | 楊鎮宇 呂振操 趙星宇 賀娜 葉昌 蔣杭岑 黯編先 謝小龍 周玄                                                                | 加藤裕美 宮澤努 藤澤俊幸 | 9月28日        |

### 放送局
| 放送期間                | 放送時間                     | 放送局     | 対象地域   | 備考                                   |
| ----------------------- | ---------------------------- | ---------- | ---------- | -------------------------------------- |
| 2024年7月13日 - 9月28日 | 土曜 22:30 - 23:00           | TOKYO MX   | 東京都     | 製作参加                               |
| 2024年7月14日 - 9月29日 | 日曜 23:00 - 23:30           | BS朝日     | 日本全域   | 製作参加 / BS/BS4K放送 / 『アニメA』枠 |
| 2024年7月15日 - 9月30日 | 月曜 1:59 - 2:29（日曜深夜） | 関西テレビ | 近畿広域圏 | 製作参加                               |
| 2024年7月16日 - 10月1日 | 火曜 20:30 - 21:00           | AT-X       | 日本全域   | CS放送 / 字幕放送 / リピート放送あり   |

| 配信開始日    | 配信時間        | 配信サイト | 備考     |
| ------------- | --------------- | --- | -------- |
| 2024年7月13日 | 土曜 22:30 更新 | dアニメストア | 先行配信 |
| 2024年7月17日 | 水曜 0:00 更新  | Prime Video Netflix ABEMA U-NEXT アニメ放題 DMM TV J:COM STREAM milplus TELASA バンダイチャンネル Hulu Lemino FOD Google Play YouTube Rakuten TV HAPPY!動画 クランクイン!ビデオ iTSCOMオンデマンド OnGenムービー ムービーフルPlus |          |

### BD
| 巻  | 発売日        | 収録話         | 規格品番  |
| --- | ------------- | -------------- | --------- |
| BOX | 2024年12月4日 | 第1話 - 第12話 | BSZD-8297 |

### Webラジオ
Webラジオ『なぜ僕のラジオを誰も覚えていないのか?』が、2024年7月13日から2024年11月30日までニコニコチャンネルプラス「なぜ僕ラジオチャンネル」にて、アニメ放送期間中に毎週土曜日、アニメ放送終了後は月2回更新にて配信された。全16回。
- パーソナリティ
  - 第1回・第2回：千葉翔也（カイ役）、市ノ瀬加那（リンネ役）
  - 第3回・第4回：市ノ瀬加那（リンネ役）、白石晴香（ジャンヌ役）
  - 第5回・第6回：白石晴香（ジャンヌ役）、Lynn（花琳役）
  - 第7回・第8回：Lynn（花琳役）、菱川花菜（レーレーン役）
  - 第9回・第10回：山下誠一郎（アシュラン役）、鈴代紗弓（サキ役）
  - 第11回：千葉翔也（カイ役）、白石晴香（ジャンヌ役）
  - 第12回：千葉翔也（カイ役）、市ノ瀬加那（リンネ役）
  - 第13回・第14回：菱川花菜（レーレーン役）、山下誠一郎（アシュラン役）
  - 第15回・第16回：Lynn（花琳役）、菱川花菜（レーレーン役）

2024年のアニメ化となった細音啓原作小説の3作品のコラボWebラジオ『【キミ戦×神飢え×なぜ僕 スペシャルコラボレーション】SAZANE WORLD RADIO』が、3作品のヒロイン声優をパーソナリティ（本作からはリンネ役・市ノ瀬加那）に、2024年4月19日に音泉にて特番として配信された。特番の好評を受けて、3作品の主人公声優をパーソナリティ（本作からはカイ役・千葉翔也）に、2024年7月10日から9月11日まで毎月第二水曜日に配信された。全3回。